# Elsperhusen

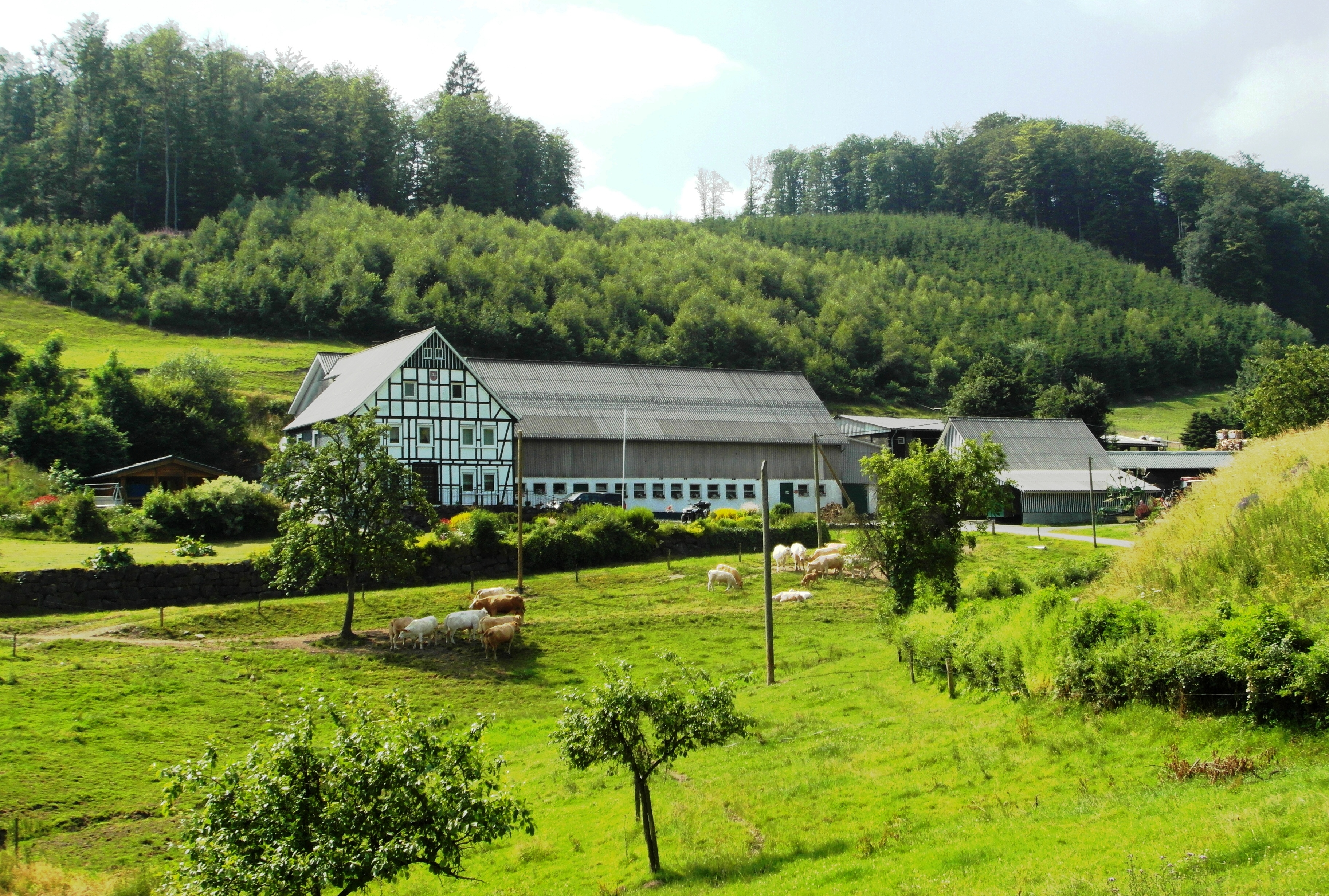
Zentral gelegener Bauernhof

Elsperhusen ist ein Ortsteil von Lennestadt.
In einem engen Seitental des Bremkebaches nordöstlich der Ortschaften Oberelspe und Altenvalbert liegt in einem Talschluss unterhalb des Primekens Kopf (519 m ü. NN) der aus einem Hof und einem „Backes“ (Backhaus) bestehende Ort Elsperhusen an der Grenze zur Gemeinde Finnentrop. Der kleine Ort ist nur über die Stadtstraße von Altenvalbert zu erreichen.
Die Gründung von Elsperhusen scheint eng mit der Historie der Höfe in Wiebelhausen verknüpft. Aus der Tatsache, dass ab 1536 für Wiebelhausen nicht mehr zwei, sondern nur noch ein Hof genannt wird, kann nach den Erkenntnissen des Historikers Willi Voß geschlossen werden, dass möglicherweise Henneke Wevel beide Höfe zusammengelegt hat, wobei er für die weichenden Erben bzw. Mündel einen Ersatzhof in Alkenhusen, das später Elsperhusen genannt wird, geschaffen hat. Der erste Bauer auf dem neuen Hof in den Alkenhusen war Rotger in den Husen, dem um 1580 sein Sohn Henrich und Peter, der Sohn seines Bruders Henrich folgten. Bereits bald nach 1600 nennt sich diese Familie Schulte und hat dann im Laufe der Jahrhunderte ihren Namen infolge Einheiraten noch sehr häufig gewechselt.
Die erste preußische Gebäude- und Einwohnerzählung aus dem Jahr 1817 gibt für Elsperhusen 20 Personen in zwei Häusern an.
Nach einer Beschreibung  des Elsper Pfarrers Franz Kayser in der  Kirchenchronik der Pfarrei Elspe war Husen (Elsperhusen) um 1823 „ein Ort von 2 Einsassen, ein Beisaß, 4 Familien und 22 Seelen; er liegt nordöstlich ½ Stunde von Elspe in einem Thale von Bergen umgeben. Die Gegend ist unfreundlich, der Boden lehmig und sandig“.
Im Jahr 1983 lebten in Elsperhusen und Elsmecke zusammen nur noch sieben Einwohner.
Elsperhusen gehörte früher zum Kirchspiel Elspe, von dem es zum 1. Oktober 1952 abgepfarrt wurde und seitdem zur Kirchengemeinde Oberelspe gehört. Heute gehört Elsperhusen zum Pfarrverbund Elspe-Oenetal.
Elsperhusen gehört neben Elsmecke, Einsiedelei und Haus Hilmeke zu den vier kleinsten Ortsteilen von Lennestadt mit jeweils unter zehn Einwohnern. Ende Juni 2020 lebten dort vier Personen.

## Eingemeindung
Bis zum 30. Juni 1969 gehörte Elsperhusen zur Gemeinde Elspe, wurde dann zum 1. Juli 1969 in die neue Stadt Lennestadt eingegliedert.